# Nerea Alzola Álvarez
Nerea Alzola Álvarez   (Bilbao) és una política biscaïna. Va ser militant del Partit Popular, regidora de Sondika i diputada al Parlament Basc. Per desavinences polítiques, va abandonar el partit el 2012.
És membre del partit Vox. A les dues eleccions generals espanyoles del 2019, va ser cap de llista de Vox a Biscaia al Congrés. També va formar part de la llista del partit a les eleccions al Parlament Europeu de 2024, com a número 50.